# Drukvat

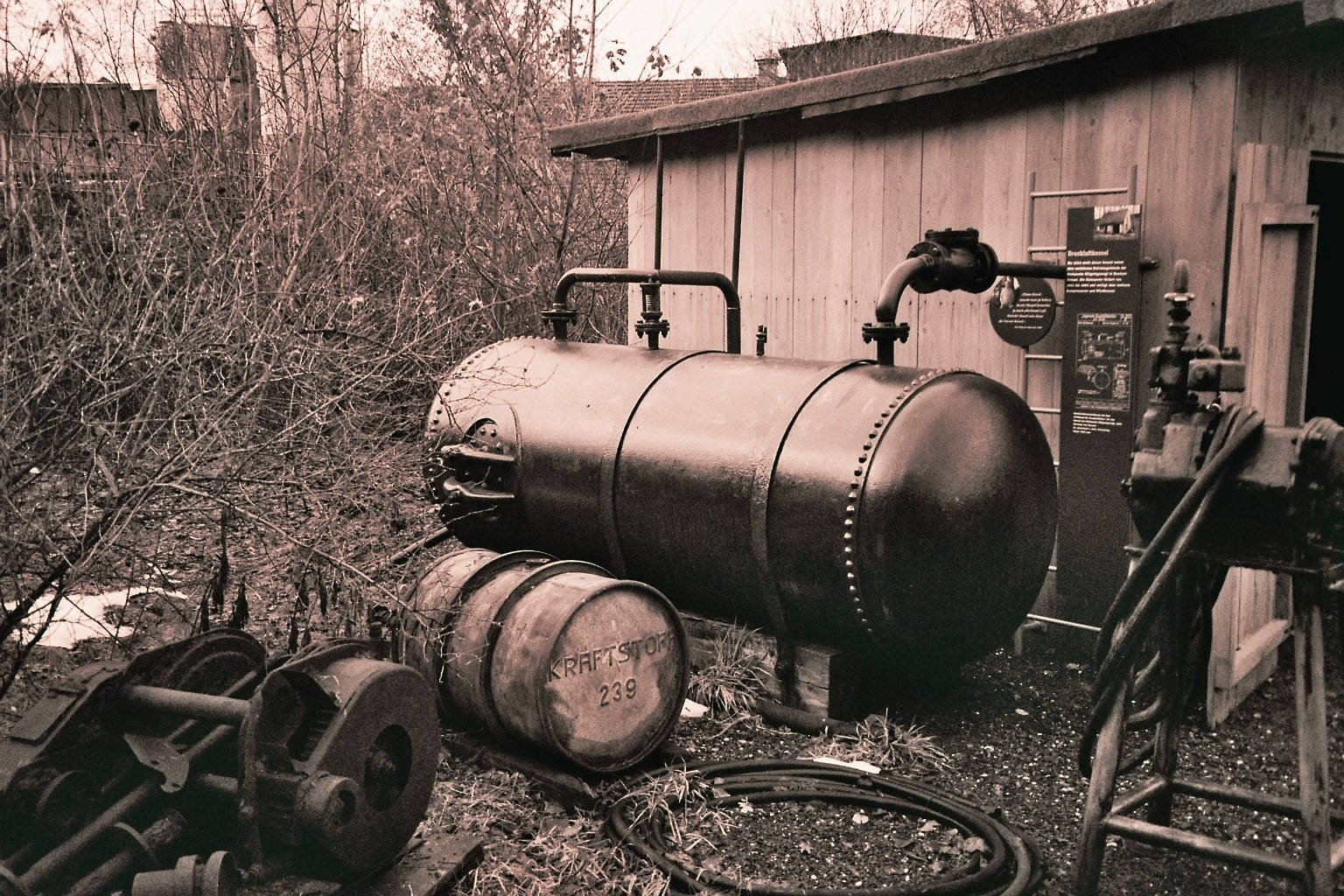
Een drukvat

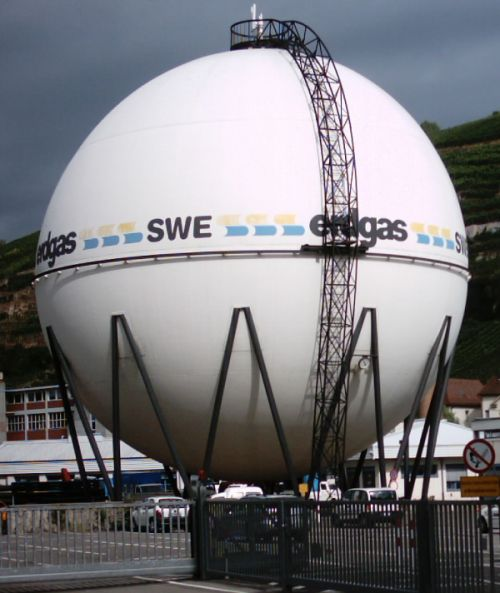
Opslagtank van aardgas

Een drukvat is een afgesloten ruimte, waarin zich een gas of vloeistof bevindt met een druk, die afwijkt van de omgevingsdruk. Een snelkookpan en een autoclaaf zijn eenvoudige voorbeelden van drukvaten; ook duikboten en gasflessen zijn drukvaten. De huidige Europese regelgeving (PED-Richtlijn) omschrijft een drukvat als een "omhulling die ontworpen en vervaardigd is voor stoffen onder druk". Onder deze definitie vallen ook luchtbedden, strandballen en flessen met mousserend water, maar meestal wordt de term alleen gebruikt als het drukvat onderdeel is van een apparaat of daarvoor ontworpen is.

## Regelgeving
De Nederlandse regelgeving omtrent drukvaten is geheel gebaseerd op geharmoniseerde Europese regelgeving met betrekking tot drukapparatuur. In de regelgeving wordt allereerst onderscheid gemaakt tussen drukvaten in het algemeen en een drukvat van eenvoudige vorm in het bijzonder. Een drukvat van eenvoudige vorm is een gelast drukvat met een inwendige overdruk van meer dan 0,5 bar en een maximale bedrijfsdruk van 30 bar, dat ertoe bestemd is lucht of stikstof te bevatten en waarvan de sterktebepalende delen bestaan uit staal of aluminium(legeringen). Het gaat hier onder andere om gasflessen, die in serieproductie worden vervaardigd.
Grotere drukvaten en drukvaten, die vloeistoffen of andere gassen bevatten, vallen onder de algemene regelgeving voor drukapparatuur. In de regelgeving worden voorzien van een klassebenaming waarin tot uiting komt in hoeverre het apparaat gevaarlijk is voor zijn omgeving. Zo valt een vloeistofvat van 100 liter en 100 bar (stofgroep 2) in categorie I waardoor dit drukvat niet keuringsplichtig is, terwijl een vat met gas van dezelfde druk en afmetingen onder categorie IV valt (dus 3 categorieën hoger) en dus wel degelijk keuringsplichtig is. Dit heeft te maken met de veel grotere energie-inhoud van het gas-drukvat.

### Verschil drukvaten gevuld met lucht en vloeistof
Vaten met een (gewone) vloeistof onder druk hebben een energie inhoud, die een factor kleiner is dan die van een drukvat met gas. Doordat water slecht samendrukbaar is, bevat een vat water onder een druk van 100 bar niet veel meer vloeistof dan hetzelfde vat op atmosfeerdruk. Hetzelfde vat gevuld met lucht bevat wel degelijk veel meer lucht dan het vat niet op druk: uit de wet van Boyle (veronderstel dat het gas niet opwarmt) {\displaystyle pV=C^{st}\,} volgt, dat er dan 100 keer meer lucht in het vat zit. Wanneer het vat barst komt al deze lucht vrij. Dit zorgt voor een explosie.
Vanwege de grote hoeveelheid energie, die in drukvaten met gasvulling kan zijn opgeslagen en daardoor van deze vaten bij calamiteiten een gevaarlijke bom maken, zijn de wettelijke voorschriften betreffende het ontwerp, de materiaalkeuze, de eventuele lasmethoden, de certificaten en het testen van deze vaten veel zwaarder dan ingeval de vaten gevuld zijn met vloeistof. Voor deze laatste kunnen in het algemeen de voorschriften voor leidingwerk onder vloeistofdruk worden gehanteerd. Drukvaten moeten worden ontworpen op de belastingen, die overeenstemmen met het beoogde gebruik, waarbij onder andere rekening moet worden gehouden met de sterkte van het basismateriaal (meestal met certificaten van een onafhankelijke keuringsinstantie), de kerfslagwaarde en de lasmethode. Drukvaten moeten altijd zijn voorzien van een, voor dit doel geëigende, overdrukbeveiliging, die opent als de druk in het drukvat te hoog mocht oplopen.
Voor vaten met vloeibaar gemaakte brandbare gassen als lpg, Propaan, Butaan, Acetyleen gelden regels, die zwaarder zijn dan de regels voor gewone drukvaten. Zo heeft een campingfles Propaan van 5 kg een testdruk van 30 bar, terwijl de normale maximale werkdruk niet veel meer dan 5 bar bedraagt.

### Normen
De productie en het gebruik van drukvaten zijn aan Europese regelgeving onderworpen, welke zijn overgenomen in de Nederlandse NEN-normen. In de regelgeving staan de berekeningsmethodieken, de relaties tussen de werkdruk en de ontwerp- en testdrukken, de materiaalkeuze, de lasmethode etc.
Categorie-IV-drukvaten zijn voor ingebruikname onderhevig aan een keuringsplicht, welke in Nederland wordt uitgevoerd door het ministerie van Sociale Zaken en Werkgelegenheid aangewezen keuringsinstellingen, zoals AIB-Vincotte, Energie Consult Holland, Lloyds/Stoomwezen, Bureau Veritas, KIWA, DNV-GL, Applus RTD Certification etc. Met de gekozen keuringsinstelling wordt reeds in de ontwerpfase een traject afgesproken hoe te komen tot een eindcertificaat. Hierbij kunnen voorschriften worden gegeven over de noodzakelijke afsluiters en veiligheidskleppen, die op het drukvat worden geplaatst en de capaciteiten hiervan. Overigens hanteren sommige bedrijven voor hun eigen drukapparatuur strengere normen dan voorgeschreven door de overheid.

## Ontwerp

### Materiaalkeuze
Van oudsher werden drukvaten van gietijzer of staal gemaakt en door middel van klinknagels samengesteld. Tegenwoordig worden de meeste drukvaten in elkaar gelast. Daarbij moeten de uitgangsmaterialen uiteraard goed lasbaar en voldoende taai zijn.
Vroeger zijn er drukvaten van gietijzer geweest en ook messing werd in het stoomtijdperk gebruikt, maar tegenwoordig wordt verreweg het grootste deel van de drukvaten van staal gemaakt. Een kleiner deel wordt van roestvast staal (in de volksmond beter bekend als roestvrij staal) gemaakt, speciaal in zeer corrosieve omstandigheden, in de voedingsmiddelenindustrie en voor medische toepassingen. Nadeel van (echt) roestvaststalen drukvaten is dat ze veelal van AISI 304L of 316L gemaakt zijn, welke zeer slechte mechanische eigenschappen hebben.
Duikflessen, die ook tot de drukvaten worden gerekend, worden van staal gemaakt, van roestvast staal, van aluminium of van een verstevigd kunststof. Gasflessen (met vloeibaar gemaakte, brandbare gassen) werden oorspronkelijk enkel van staal gemaakt maar de afgelopen jaren komen ook andere materialen als roestvast staal, aluminium en kunststof steeds meer in zwang.

### Vorm
Drukvaten hebben meestal een cilindrische vorm met bolvormige uiteinden of een bolvorm.

### Wanddikte van drukvaten
De spanning in het materiaal van een (dunwandige) boltank is:

{\displaystyle \sigma _{\theta }=\sigma _{long}={\frac {pr}{2t}}}

Beide spanningen hebben in een bolvormig drukvat dezelfde doorsnede waarop de druk werkt en daardoor de zelfde spanning in tegenstelling met een cilindrisch drukvat.
Waar:
- {\displaystyle \sigma _{\theta }} is de omtrekspanning (membraanspanning)
- {\displaystyle \sigma _{long}} spanning in longitudinale (axiale) richting
- p is het drukverschil tussen binnen & buiten het vat; de absolute druk minus de atmosferische druk
- r is de inwendige straal (radius) van de tank (halve diameter)
- t is de wanddikte

Deze formule is een goede benadering zolang r > 20t; kleine wanddikte ten opzichte van de diameter.
De meeste vaten zijn echter cilindrisch van vorm (met bolvormige fronten). Bij deze vaten is de spanning in het materiaal in de omtreksrichting en longitudinale richting niet gelijk.
Voor de omtrekspanning:
{\displaystyle \sigma _{\theta }={\frac {pr}{t}}}
en de longitudinale:
{\displaystyle \sigma _{long}={\frac {pr}{2t}}}
voor de radiale spanning geldt:
{\displaystyle \sigma _{r}=-p}
Waar:
- {\displaystyle \sigma _{\theta }} omtrekspanning (tangentiële) richting
- {\displaystyle \sigma _{long}} spanning in longitudinale (axiale) richting
- p is het drukverschil tussen binnen & buiten het vat; de absolute druk minus de atmosferische druk
- r is de inwendige straal (radius) van de tank (halve diameter)
- t is de wanddikte

Deze algemeen geaccepteerde set formules noemt men ook wel de ketelformule. Merk op dat voor cilindrische vaten de omtrekspanning de uiteindelijke wanddikte bepaalt.
Door in deze formules de elasticiteitsgrens van het materiaal in te vullen, kan je de wanddikte berekenen die het drukvat minimaal nodig heeft om de druk op te vangen; dit zonder rekening te houden met de mechanische sterkte die het vat moet hebben om overeind te blijven staan (eigen gewicht, windbelasting, trillingen, aardbevingen, etc.). De meeste ontwerp codes (BS, EN, RToD, etc.) gaan met de berekening van wanddikte iets genuanceerder om....

## Types
Er bestaan stalen drukvaten die gelast zijn en er zijn geforceerde drukvaten. Deze laatste zijn in het algemeen gefabriceerd middels het Pilgerschrittverfahren van Mannesmann. Hierdoor kunnen naadloze dikwandige pijpen worden vervaardigd en die kunnen dan weer dichtgewalst worden aan beide zijden. Voordeel van deze ongelaste drukvaten is dat zij voor hoge drukken voordelig zijn omdat er geen laskeur nodig is en men in staat is zeer hoogwaardige materialen (die niet lasbaar zijn) te gebruiken waardoor een licht vat gemaakt kan worden. Nadeel van deze vaten is dat ze in het algemeen lang en dun zijn. (B.v. diameter 500 mm en lengte 8000 mm.)

## Toepassingen
- Autoclaaf
- Brandblussers
- Duikflessen voor duikers en voor de brandweer
- Expansievat centrale verwarming
- Gasflessen (brandbaar): acetyleen, lpg, propaan en butaan
- Gasveer voor deiningscompensatoren in de offshore, bij de marine en in de baggerindustrie
- Hogedrukpan
- Voorraadvat bij stoom-katapult aan boord van vliegdekschepen
- Windketel: opslagvat bij compressor